# A1 Ethniki MVP finali

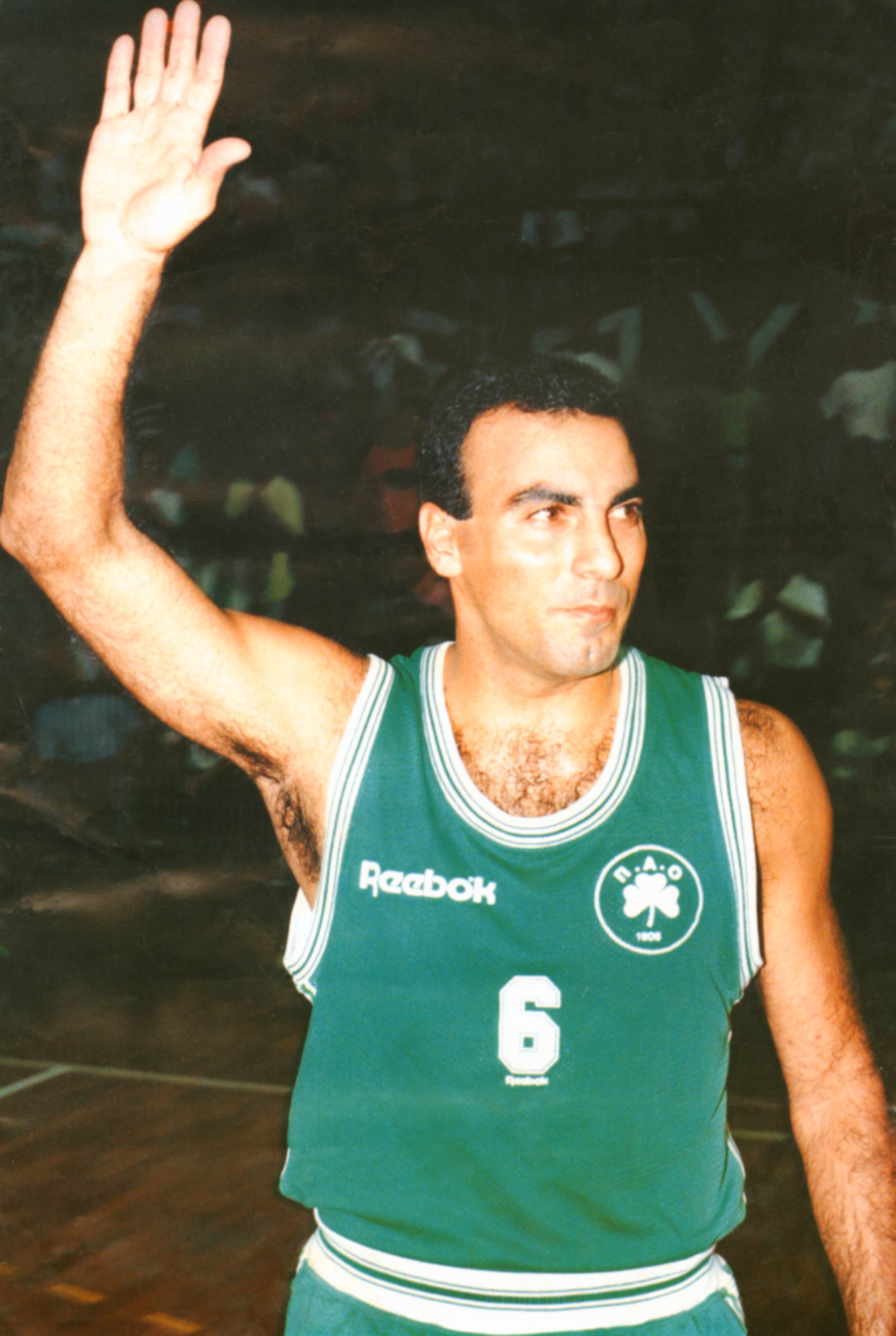
Nikos Galīs, ha vinto 4 MVP delle finali (1988–1991).

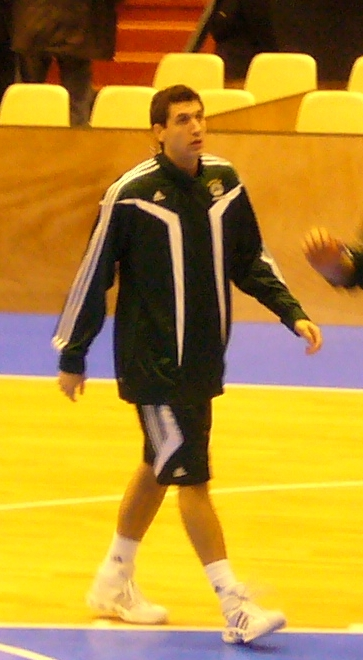
Dīmītrīs Diamantidīs, ha vinto 4 MVP delle finali (2006, 2007, 2011, 2014).

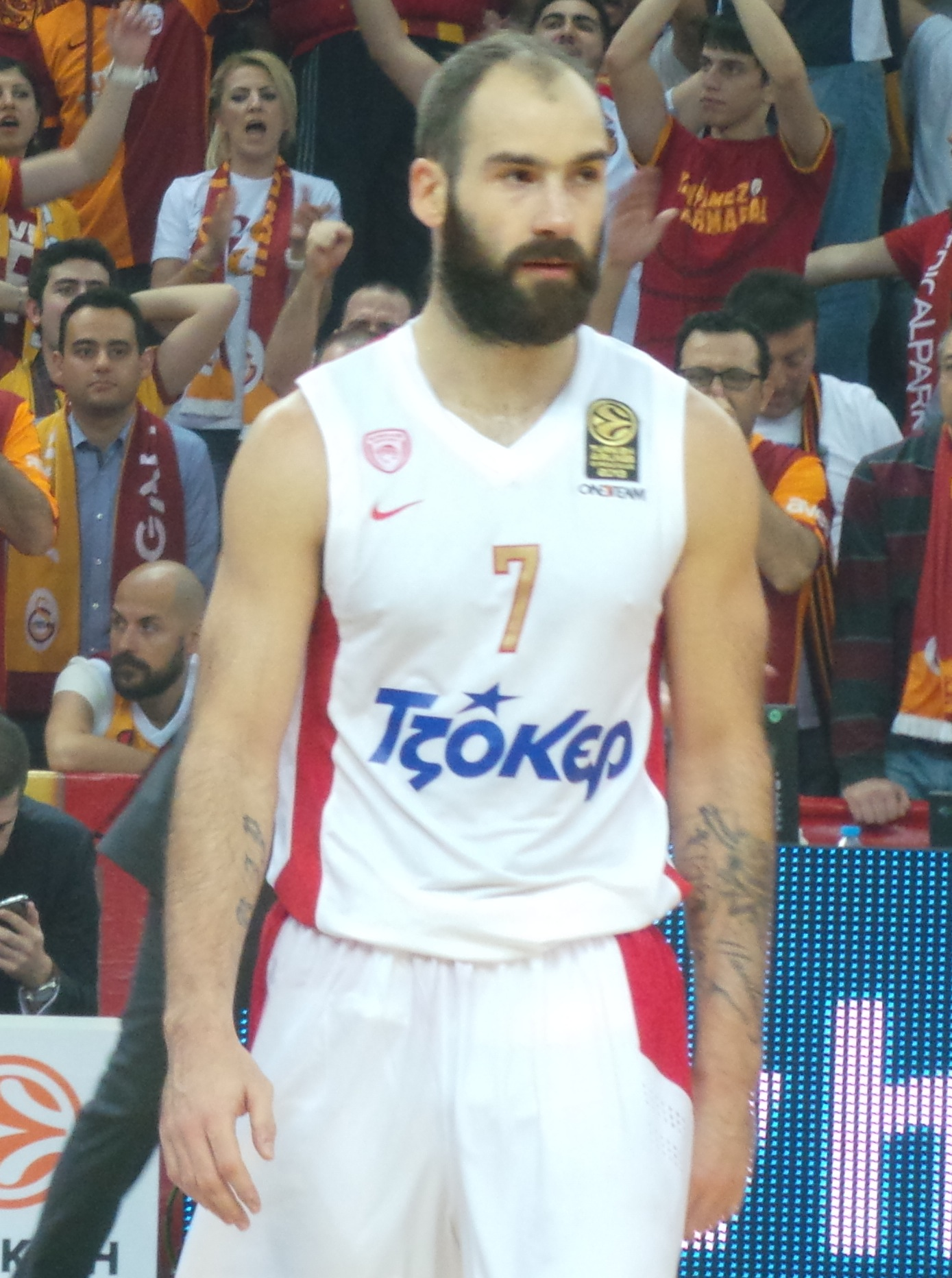
Vasilīs Spanoulīs, ha vinto 4 MVP delle finali (2006, 2008, 2015, 2016).

L'A1 Ethniki MVP finali è il premio conferito dalla A1 Ethniki al miglior giocatore delle partite finali per il titolo.

## Vincitori
| Stagione | Nazionalità                                                    | Giocatore                                                      | Squadra                                                        |
| -------- | -------------------------------------------------------------- | -------------------------------------------------------------- | -------------------------------------------------------------- |
| 1987-88  | Grecia                                                         | Nikos Galīs                                                    | Aris Salonicco                                                 |
| 1988-89  | Grecia                                                         | Nikos Galīs (2)                                                | Aris Salonicco                                                 |
| 1989-90  | Grecia                                                         | Nikos Galīs (3)                                                | Aris Salonicco                                                 |
| 1990-91  | Grecia                                                         | Nikos Galīs (4)                                                | Aris Salonicco                                                 |
| 1991-92  | Grecia                                                         | Panagiōtīs Fasoulas                                            | PAOK Salonicco                                                 |
| 1992-93  | Grecia                                                         | Giōrgos Sigalas                                                | Olympiakos                                                     |
| 1993-94  | Grecia                                                         | Giōrgos Sigalas (2)                                            | Olympiakos                                                     |
| 1994-95  | Stati Uniti                                                    | Eddie Johnson                                                  | Olympiakos                                                     |
| 1995-96  | Grecia                                                         | Giōrgos Sigalas (3)                                            | Olympiakos                                                     |
| 1996-97  | Grecia                                                         | Giōrgos Sigalas (4)                                            | Olympiakos                                                     |
| 1997-98  | Croazia                                                        | Dino Rađa                                                      | Panathīnaïkos                                                  |
| 1998-99  | Jugoslavia                                                     | Dejan Bodiroga                                                 | Panathīnaïkos                                                  |
| 1999-00  | Jugoslavia                                                     | Dejan Bodiroga (2)                                             | Panathīnaïkos                                                  |
| 2000-01  | Jugoslavia                                                     | Željko Rebrača                                                 | Panathīnaïkos                                                  |
| 2001-02  | Grecia                                                         | Dīmos Ntikoudīs                                                | AEK Atene                                                      |
| 2002-03  | Slovenia                                                       | Jaka Lakovič                                                   | Panathīnaïkos                                                  |
| 2003-04  | Grecia                                                         | Nikos Chatzīvrettas                                            | Panathīnaïkos                                                  |
| 2004-05  | Slovenia                                                       | Jaka Lakovič (2)                                               | Panathīnaïkos                                                  |
| 2005-06  | Grecia                                                         | Dīmītrīs Diamantidīs Vasilīs Spanoulīs                         | Panathīnaïkos                                                  |
| 2006-07  | Grecia                                                         | Dīmītrīs Diamantidīs (2)                                       | Panathīnaïkos                                                  |
| 2007-08  | Grecia                                                         | Vasilīs Spanoulīs (2)                                          | Panathīnaïkos                                                  |
| 2008-09  | Stati Uniti                                                    | Drew Nicholas                                                  | Panathīnaïkos                                                  |
| 2009-10  | Stati Uniti                                                    | Mike Batiste                                                   | Panathīnaïkos                                                  |
| 2010-11  | Grecia Stati Uniti                                             | Dīmītrīs Diamantidīs (3) Mike Batiste (2)                      | Panathīnaïkos                                                  |
| 2011-12  | Grecia                                                         | Kōstas Papanikolaou Giōrgos Printezīs                          | Olympiakos                                                     |
| 2012-13  | Gabon                                                          | Stéphane Lasme                                                 | Panathīnaïkos                                                  |
| 2013-14  | Grecia                                                         | Dīmītrīs Diamantidīs (4)                                       | Panathīnaïkos                                                  |
| 2014-15  | Grecia                                                         | Vasilīs Spanoulīs (3) Giōrgos Printezīs (2)                    | Olympiakos                                                     |
| 2015-16  | Grecia                                                         | Vasilīs Spanoulīs (4)                                          | Olympiakos                                                     |
| 2016-17  | Stati Uniti                                                    | Mike James                                                     | Panathīnaïkos                                                  |
| 2017-18  | Stati Uniti                                                    | Mike James (2)                                                 | Panathīnaïkos                                                  |
| 2018-19  | Stati Uniti                                                    | Matt Lojeski                                                   | Panathīnaïkos                                                  |
| 2019-20  | Non assegnato a causa dello scoppio della pandemia di COVID-19 | Non assegnato a causa dello scoppio della pandemia di COVID-19 | Non assegnato a causa dello scoppio della pandemia di COVID-19 |
| 2020-21  | Grecia                                                         | Iōannīs Papapetrou                                             | Panathīnaïkos                                                  |
| 2021-22  | Bulgaria                                                       | Aleksandăr Vezenkov                                            | Olympiakos                                                     |
| 2022-23  | Grecia Francia                                                 | Thomas Walkup Moustapha Fall                                   | Olympiakos                                                     |
| 2023-24  | Grecia                                                         | Kōstas Sloukas                                                 | Panathīnaïkos                                                  |
| 2024-25  | Bulgaria                                                       | Aleksandăr Vezenkov (2)                                        | Olympiakos                                                     |